# Macleania bullata
Macleania bullata är en ljungväxtart som beskrevs av Peter Frederick Yeo. Macleania bullata ingår i släktet Macleania och familjen ljungväxter. Inga underarter finns listade i Catalogue of Life.